# Michael Gardawski
Michael Gardawski (* 25. September 1990 in Köln) ist ein deutscher Fußballspieler. Er ist der Cousin von Lukas Sinkiewicz. Aktuell steht er beim SV Eintracht Hohkeppel unter Vertrag.

## Karriere

### Im Verein
Gardawski wechselte 2001 vom SC Köln-Weiler-Volkhoven zur Jugend des 1. FC Köln. Bereits als 17-Jähriger trainierte er unter Trainer Christoph Daum mit dem Lizenzspielerkader der Geißböcke. Zu Beginn des Jahres 2009 gab er sein Debüt für die zweite Mannschaft der Kölner in der Regionalliga West. Zur Rückrunde 2009/10 wurde er an den FC Carl Zeiss Jena verliehen und wurde dort schnell zu einem Führungsspieler.
In der Saison 2010/11 war Gardawski zunächst auf Leihbasis für die zweite Mannschaft des VfB Stuttgart aktiv. Im Juni 2011 wechselte er zum VfL Osnabrück. Bei den Osnabrückern spielte er in der Saison 2011/12 die meiste Zeit von Beginn an. Insgesamt absolvierte er 25 Spiele in der 3. Liga und drei in der Oberliga Niedersachsen für die zweite Mannschaft des Vereins.
Zur Saison 2012/13 wechselte er zurück in seine Heimatstadt zum Regionalligisten FC Viktoria Köln. Doch bereits nach einem Jahr verließ Gardawski den Verein wieder und wechselte in die Dritte Liga zum MSV Duisburg. Bei diesem wurde er regelmäßig aufgeboten, stand aber in der Spielzeit 2014/15 zunehmend seltener in der Startelf. Am 16. Mai 2015 trug er mit zwei Treffern beim 3:1-Heimsieg gegen Holstein Kiel zur Sicherung des vorzeitigen Aufstiegs in die 2. Bundesliga bei. Im Juli desselben Jahres schloss er sich dem Drittligisten Hansa Rostock an. Für die Kogge absolvierte Gardawski insgesamt 75 Pflichtspiele, in denen er ein Tor erzielte. Mit Hansa wurde er zwei Mal Landespokalsieger in Mecklenburg-Vorpommern. Seinen im Sommer 2017 auslaufenden Vertrag verlängerte Gardawski nicht, stattdessen wechselte er zum polnischen Erstligisten Korona Kielce. Am 20. Juli 2020 gab der polnische Erstligaverein KS Cracovia die Verpflichtung von Gardawski bekannt.
Nach nur einer Saison in Krakau schloss er sich 2021 dem griechischen Erstligisten PAS Ioannina an. Zur Saison 2022/23 wechselte er zum Ligakonkurrenten Asteras Tripolis. Nach einer weiteren Station in Griechenland bei Ionikos Nikea wechselte er im Juli 2024 zurück nach Deutschland zum SV Eintracht Hohkeppel.

### Nationalmannschaft
Gardawski war für mehrere deutsche Jugendnationalmannschaften im Einsatz. Mit der deutschen U-16-Nationalmannschaft kam er 2007 auf vier Einsätze und mit der deutschen U-17 2008 auf drei Einsätze.

## Erfolge
Persönliche Auszeichnungen
- 3. Liga-Spieler des Monats März 2014[11]

Rostock
- Landespokalsieger Mecklenburg-Vorpommern 2015/16 und 2016/17 (mit Hansa Rostock)